# Ministri del turismo della Repubblica Italiana
I ministri del turismo della Repubblica Italiana si sono avvicendati dal 2009 al 2013 e nuovamente dal 2021 in poi.
Sin dal 1959 era in realtà esistito un apposito Ministero del turismo e dello spettacolo, soppresso però nel 1994 a seguito dell'esito favorevole di un referendum del 1993 che ne abrogava la legge di istituzione. La competenza in materia di turismo fu quindi assegnata alla Presidenza del Consiglio e affidata in due occasioni a ministri senza portafoglio, a capo del Dipartimento per lo sviluppo e la competitività del turismo prima e del Dipartimento per gli affari regionali, il turismo e lo sport poi.
Dal 2013 la delega è stata invece quasi sempre affidata ai ministri per i beni e le attività culturali, finché nel 2021 non è stata decisa la re-istituzione di un apposito Ministero del turismo, dotato di portafoglio.

## Lista
| Ministro | Ministro | Ministro                          | Partito                 | Governo       | Mandato          | Mandato          | Leg.  |
| Ministro | Ministro | Ministro                          | Partito                 | Governo       | Inizio           | Fine             | Leg.  |
| --- | -------- | --------------------------------- | ----------------------- | ------------- | ---------------- | ---------------- | ----- |
| Turismo |          |                                   |                         |               |                  |                  |       |
| |          | Michela Vittoria Brambilla (1967) | Il Popolo della Libertà | Berlusconi IV | 8 maggio 2009    | 16 novembre 2011 | XVI   |
| Turismo, sport e affari regionali |          |                                   |                         |               |                  |                  |       |
| |          | Piero Gnudi (1938)                | Indipendente            | Monti         | 16 novembre 2011 | 28 aprile 2013   | XVI   |
| Funzioni trasferite al Ministero dei beni e le attività culturali e del turismo (dal 26 giugno 2013 al 13 luglio 2018)                  |          |                                   |                         |               |                  |                  |       |
| Funzioni trasferite al Ministero delle politiche agricole alimentari, forestali e del turismo (dal 13 luglio 2018 al 22 settembre 2019) |          |                                   |                         |               |                  |                  |       |
| Funzioni trasferite al Ministero per i beni e le attività culturali e per il turismo (dal 22 settembre 2019 al 13 febbraio 2021)        |          |                                   |                         |               |                  |                  |       |
| Turismo |          |                                   |                         |               |                  |                  |       |
| |          | Massimo Garavaglia (1968)         | Lega                    | Draghi        | 13 febbraio 2021 | 22 ottobre 2022  | XVIII |
| |          | Daniela Santanchè (1961)          | Fratelli d'Italia       | Meloni        | 22 ottobre 2022  | in carica        | XIX   |